# Kurkuma

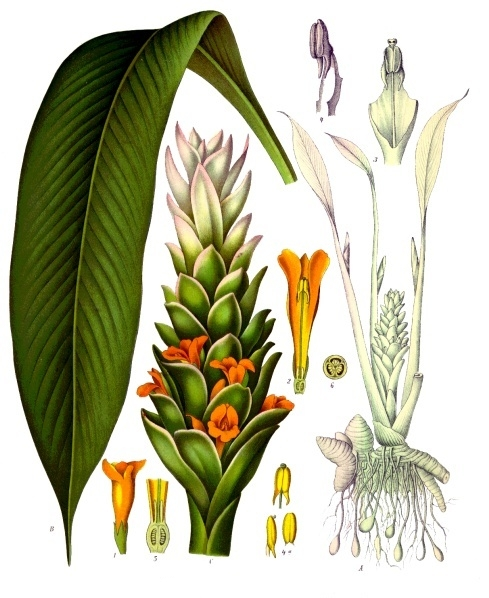
Curcuma longa

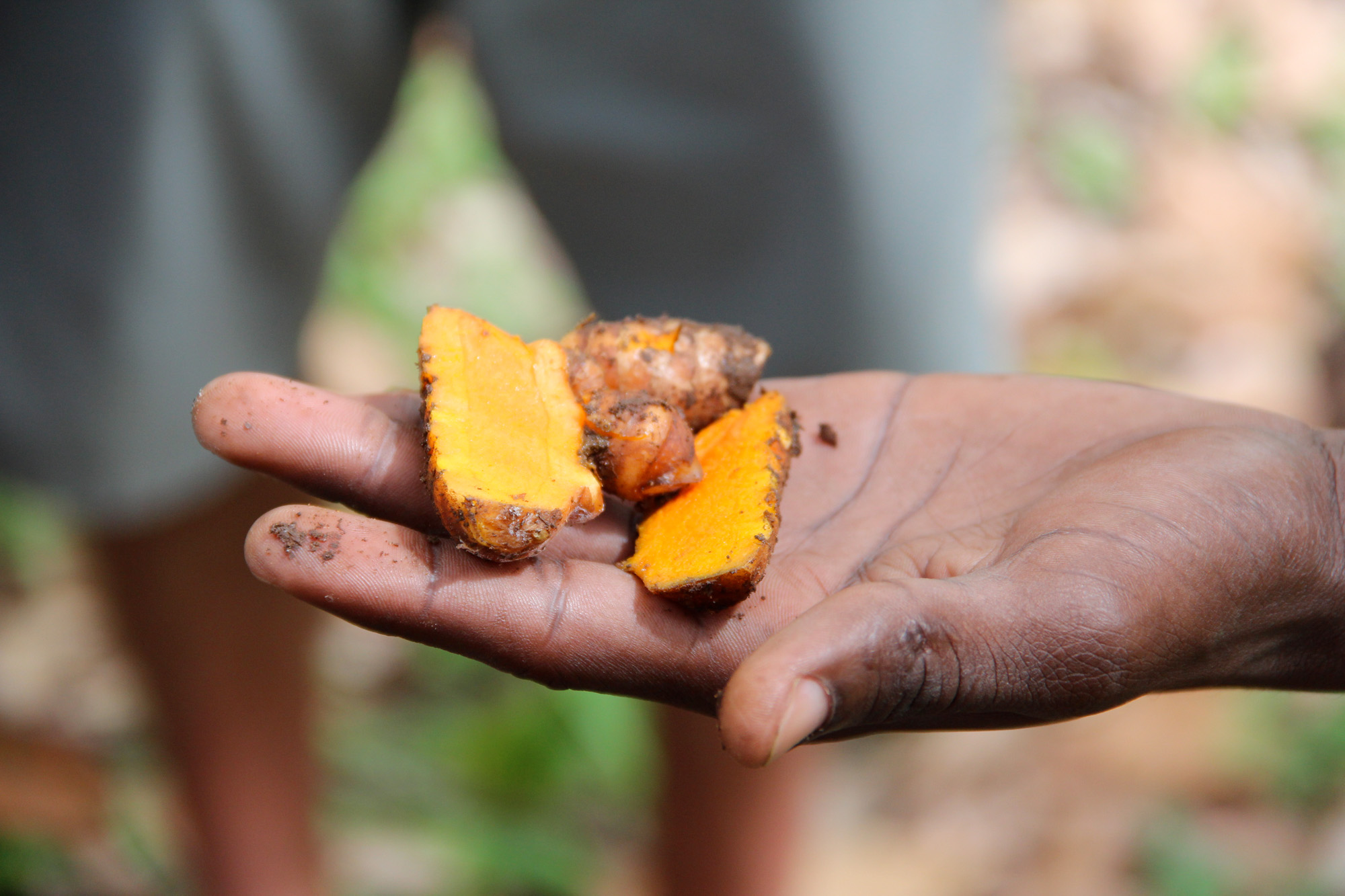
Rozpůlený oddenek kurkumovníku

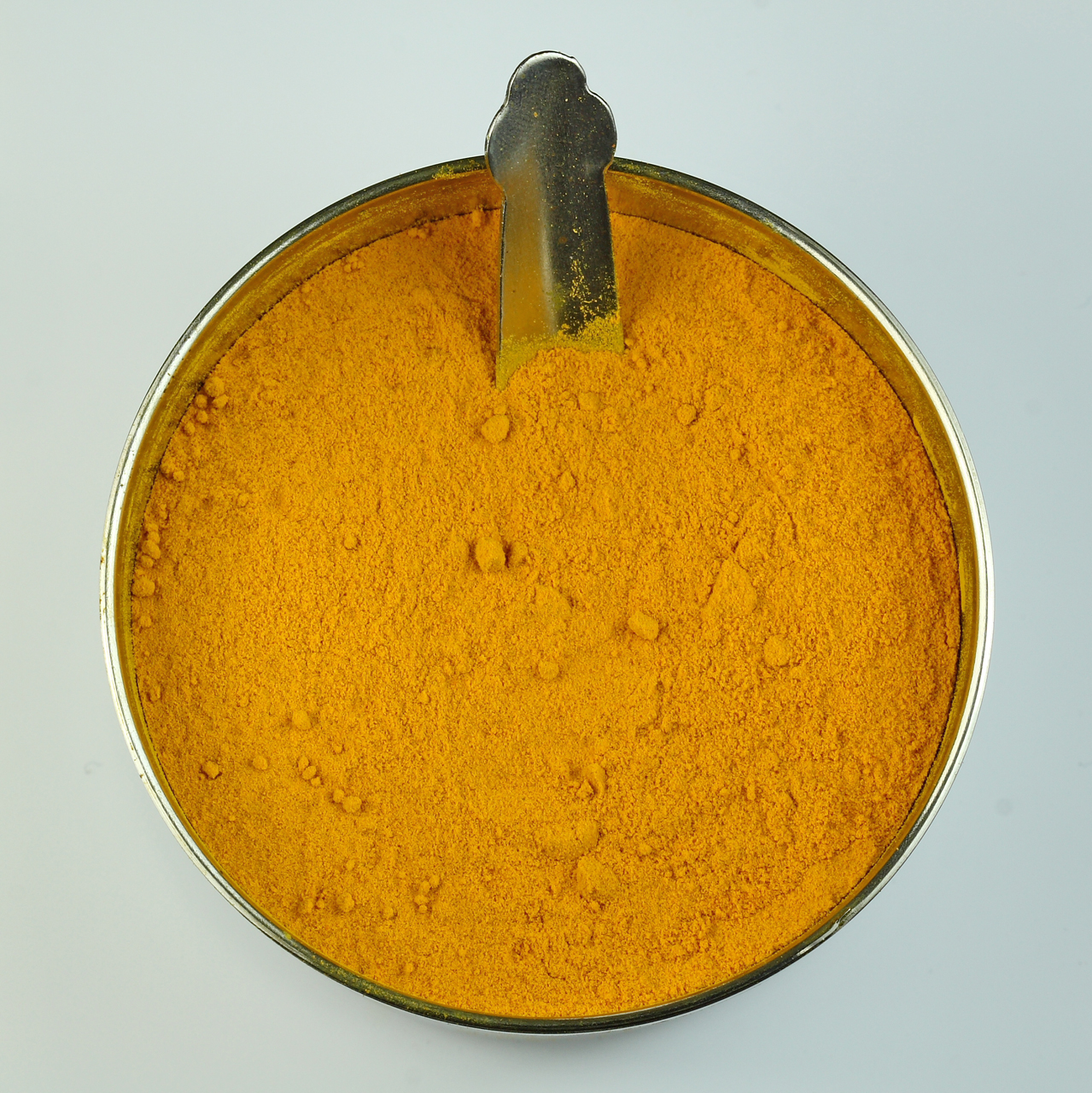
Kurkuma

Kurkuma neboli indický šafrán je koření ze sušeného mletého oddenku kurkumovníku dlouhého (Curcuma longa). Obsahuje asi 5 % éterického oleje (hlavní složky sabinen, felandren a žluté barvivo kurkumin). Používá se v kari koření; hojně se využívá v pákistánské, indické, perské a thajské kuchyni. 
Z kurkumy se také vyrábí škrobová moučka; na trhu se objevuje pod názvem arrowroot, někdy se také nazývá koa. Používá se např. k zahušťování rybích a želvích polévek.[zdroj⁠?!]
Kurkuma se používá též jako barvivo do potravin, například do bezvaječných těstovin, polévek, rýže atd., pro dosažení žluté barvy. Zvyšuje též trvanlivost potravin.
Oddenky kurkumy se několik hodin vaří a poté jsou sušeny a následně pomlety na sytě žlutý prášek. Aktivní složka kurkumin má zemitou, nahořklou, pepřovitou a hořčici podobnou chuť.

## Zdravotní účinky
Má vynikající protizánětlivé účinky a je prokazatelně antioxidantem. Významně podporuje mozkové kognitivní funkce, zejména u starších lidí.

## Kurkumovník dlouhý
Rostlina je vytrvalá bylina se zdužnatělými kořenovými oddenky, podobnými známým oddenkům zázvoru nebo kosatců. Z hlízovitého oddenku vyrážejí dlouze řapíkaté listy a až 1,5 m vysoký stonek. Mezi listy vyrůstá hustý klas bledě žlutých kvítků. Plodem jsou mnohosemenné tobolky, které se ve zralosti samy rozevírají. Původ je v jižní Asii, zejména Indii. Dále je pěstována na Srí Lance, v Číně, v Indonésii, Peru či na Jamajce.
Tato trvalka z čeledi zázvorníkovitých má zduřelý článkovaný oddenek a dlouze řapíkaté listy. Mezi nimi vyrůstá klas světle žlutých květů. Plodem je mnohosemenná tobolka. Semena jsou s míškem. Kurkuma přitom obsahuje silici, limonen, kamfen, alfa- a betapinen, cineol, antioxidant kurkumin či škrob.

## Zlaté mléko
Zlaté mléko je nápoj, které pochází z Asie. Je připravován z kombinace asijského koření (kurkuma, kardamom, chilli a zázvor) a rostlinného mléka. Mléko se pije převážně teplé, ale existuje i studená varianta, ice golden milk. Nápoj se doporučuje pít ve večerních hodinách.
Kromě zlatého mléka je možné kurkumu přidávat i do řady dalších nápojů. Nejjednodušším způsobem je přidat malé množství kurkumy do vody ochucené malým množstvím medu nebo do čaje. Existuje též mnoho variant rozmanitých džusů s kurkumou. V tomto případě se kurkuma vmíchává do čerstvé šťávy získané z různých druhů ovoce a zeleniny.    